# 賤岳七本槍

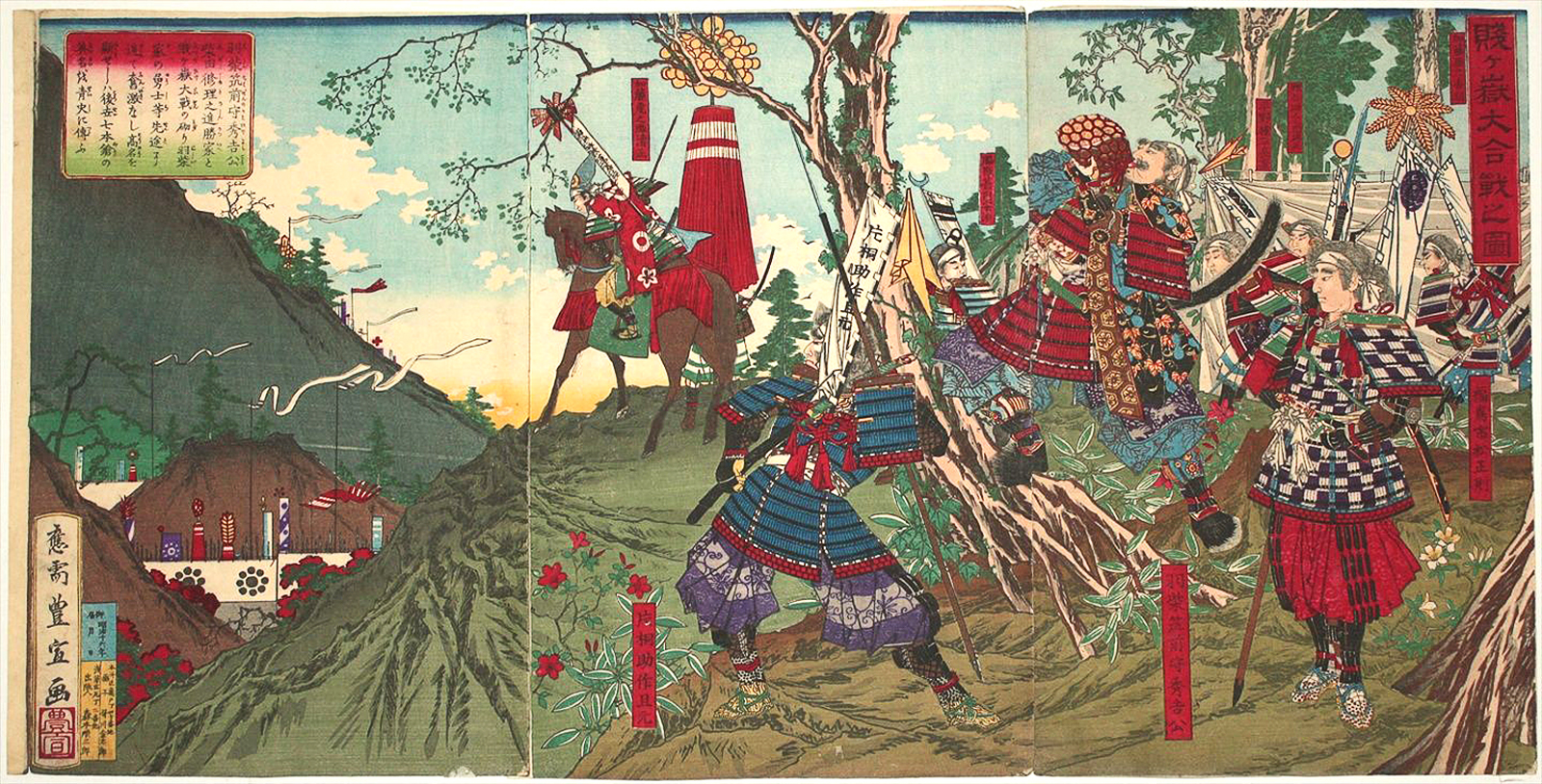
秀吉與賤岳七本槍
『賤ヶ嶽大合戦の図』 （歌川豐宣畫）

賤岳七本槍（日语：／ Shizugatake no Shichihonyari）是指在賤岳之戰中在羽柴秀吉一方立下戰功的七名猛將。事實上獲得感謝狀以及數千石的還有櫻井佐吉及石川兵助一光兩人。此外在『一柳家記』中記載「先懸之眾」中除了以上7人外還有大谷吉繼、石田三成、一柳直盛等14名羽柴家的年輕武將在最前線立下戰功。後年七本槍在豐臣政權下持有很大勢力，但是亦有說法指這是因為秀吉不能控制信長時代的譜代家臣而過份宣傳自己一手帶大的武將。福島正則曾說過「被弄得與脇坂等同列實在令人困擾」（不能否定這個可能是意圖中傷），亦有加藤清正對「七本槍」的話題極度厭惡等逸話，被推測是在當時「七本槍」就已經被廣泛地認知是灌水的虛名。
除了脇坂氏外，其餘大半在德川政權下遭到沒收領地等苦難。
- 福島正則（1561年 - 1624年）
- 加藤清正（1562年 - 1611年）
- 加藤嘉明（1563年 - 1631年）
- 脇坂安治（1554年 - 1626年）
- 平野長泰（1559年 - 1628年）
- 糟屋武則（1562年 - 1607年）
- 片桐且元（1556年 - 1615年）
- 櫻井佐吉（生歿年不詳）〖賤岳之戰後不久病死〗
- 石川兵助（日语：石川一光）（生歿年不詳）〖賤岳之戰時戰死〗